# 86 Pułk Fizylierów (Cesarstwo Niemieckie)
86 Królewski Pułk Fizylierów (1 Szlezwicko-Holsztyński) (niem. Füsilier-Regiment „Königin“ (Schleswig-Holsteinisches) Nr. 86)  – pułk piechoty niemieckiej okresu Cesarstwa Niemieckiego.

## Historia
Pułk został sformowany 27 września 1866. Stacjonował w Flensburg i Sonderburg . Wchodził w skład VIII Korpusu Armijnego .
W wyniku mobilizacji, w sierpniu 1914 pułk osiągnął gotowość bojową i w składzie 35 Brygady Piechoty 18 Dywizji został wysłany na front zachodni.

## Bibliografia

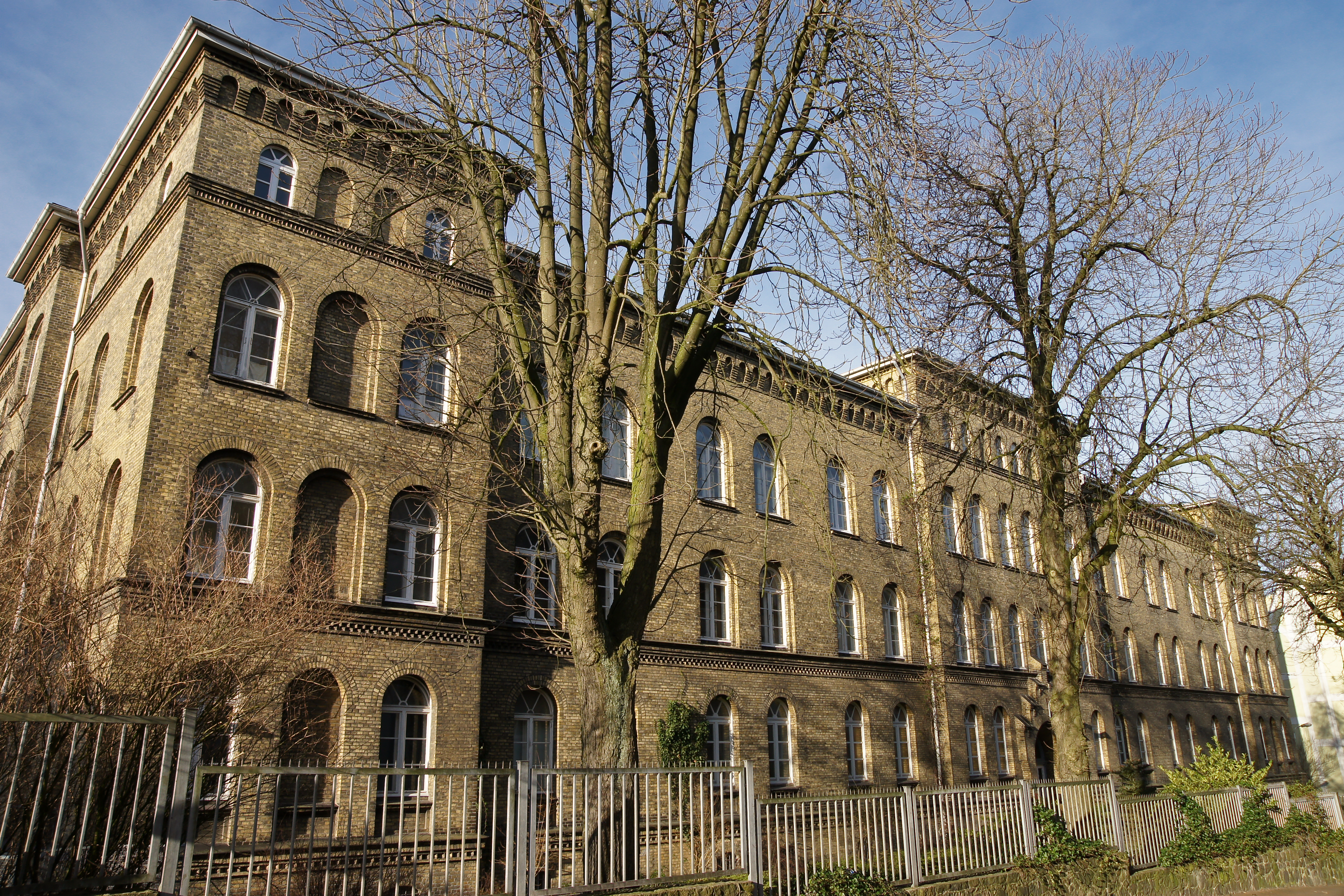
Koszary pułku